# Панькевич Іван Артемович

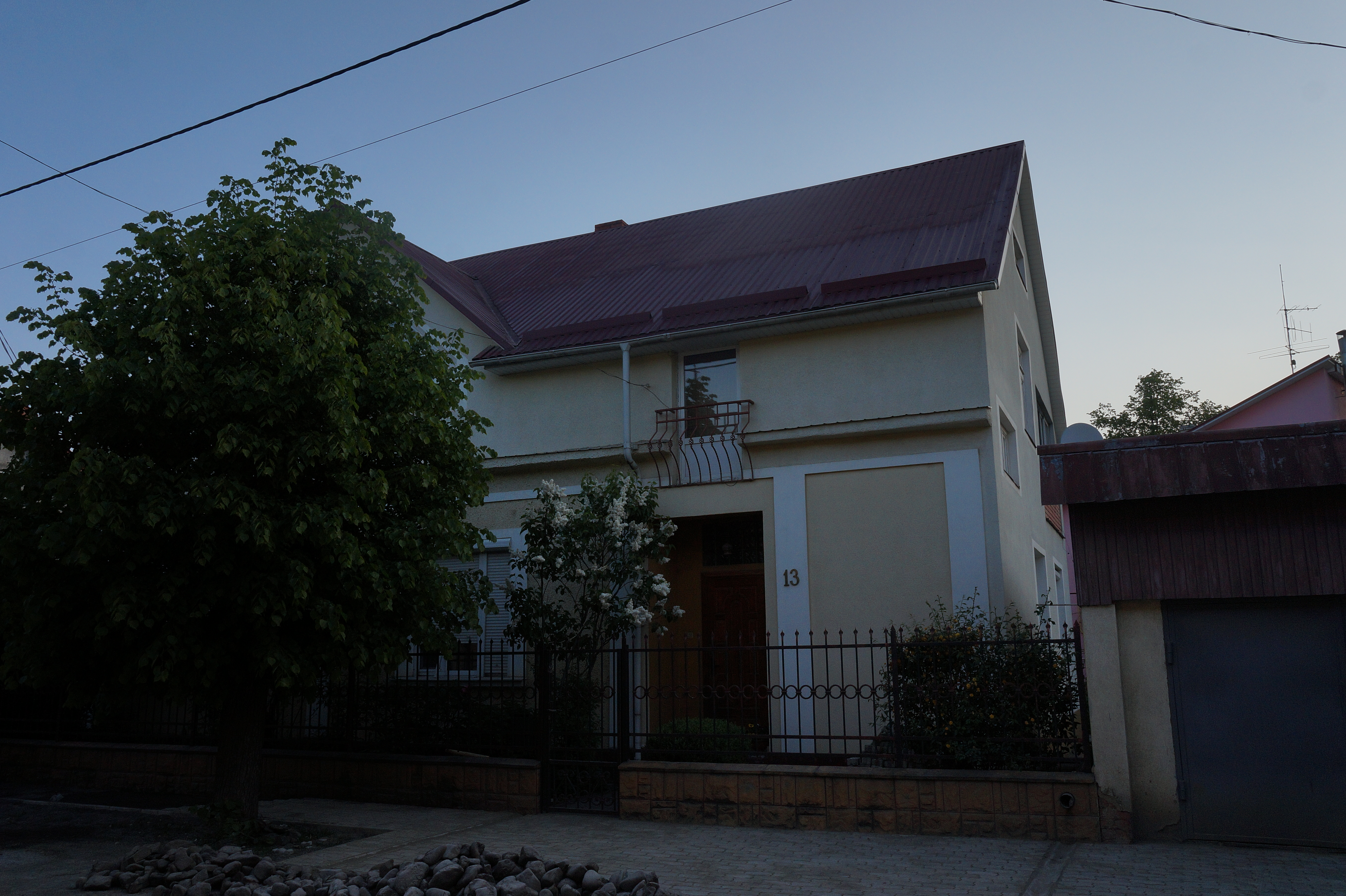
Будинок, в якому жив і працював І. Панькевич. Ужгород, вул. Павловича, 13

Іван Артемович Панькевич (6 жовтня 1887, Цеперів — 25 лютого 1958, Прага) — український мовознавець, етнограф, педагог, громадський діяч.

## Життєпис. Зв'язок із Просвітою
Народився 6 жовтня 1887 р. у селі Цеперів Львівського повіту в селянській сім'ї.
Навчався в ц.-к. Четвертій польській гімназії імені Яна Длугоша у Львові, де познайомився з діяльністю львівської «Просвіти». Інтенсивно з цим товариством співпрацював, будучи студентом Львівського університету. Він став великим пропагандистом пересувної бібліотеки «Просвіти», з якою об'їздив багато сіл Львівщини. На зборах львівської філії «Просвіти» в 1910 р. обрали секретарем повітової організації. Він заснував на Львівщині понад 120 читалень. За одну з доповідей, виголошену в селі Руданці 1908 р., він потрапив під судове слідство, проте не був засудженим.
З 1909 р. І. Панькевич продовжував навчатися у Віденському університеті, залучавшись до роботи просвітного студентського товариства «Січ». Під час війни вів активну наукову-дослідну та просвітницьку роботу у таборах військовополонених, зокрема серед полонених із Східної України. Після закриття Консулярної академії у Відні у вересні 1919 р., у якій від 1912 р. він працював вихователем і викладачем російської мови, діяч вирішив працювати на Закарпатській Україні.
До Ужгорода І. Панькевич приїхав 19 грудня 1919 р.
Під час зустрічі із завідувачами шкільного реферату Цивільної управи Підкарпатської Русі Йозефом Пешком та Августином Волошиним він щиро підтримав їхню ідею заснувати Товариство «Просвіта» в Ужгороді. 9 травня у великому залі Ужгородського уряду, «Просвіту» було офіційно засновано, а до її Головного Виділу (президії) увійшов І. Панькевич. На першому засіданні виділу 11 травня його було обрано секретарем «Просвіти». І. Панькевич співпрацював також з «Українським педагогічним товариством» та Науковим товариством ім. Т. Г. Шевченка у Львові.
Під час секретарювання І. Панькевича, на Закарпатті було засновано 142 читальні «Просвіти», педагогічний журнал «Учитель»(1920—1921), дитячий журнал «Віночок» (1920—1923), краєзнавчий щомісячник «Підкарпатська Русь»(1924—1938) та «Науковий збірник Товариства „Просвіта“ в Ужгороді» (1922—1939). Він стояв біля джерел заснування бібліотеки, архіву і музею товариства «Просвіта» в Ужгороді, взяв діяльну участь в організації спорудження Народного Дому товариства «Просвіта», створенні архіву народної пісні.
На шкільному референдумі 1937 р., де батьки дітей «русинських» шкіл обирали між граматиками Панькевича та Сабова, більшість підтримала Сабова. Зі свого боку, проти москвофілів та на підтримку Панькевича виступили як Августин Волошин, так і місцеві комуністи.

## Вклад у науку
Серед наукових зацікавлень — слов'янське й українське мовознавство та літературознавство, закарпатоукраїнські пам'ятки мови і культури, історичне краєзнавство, етнографія, фольклор, народне мистецтво, музеєзнавство, педагогіка.
Маючи намір досліджувати волинські говори, але, не отримавши на це дозволу від німецької влади, науковець спочатку зайнявся вивченням фонетики говірок району Золочева, а згодом, із 1922 р., розпочав збирати діалектний матеріал у селах Закарпаття та Східної Словаччини. У трьох зошитах, крім слів, записані оповідання, народні звичаї, виписки із церковних книг, замальовки деяких предметів народного вжитку із зазначенням їх складових.
Детальне вивчення місцевих діалектів, старовинних рукописних і друкованих пам'яток, особливостей матеріальної і духовної культури, творчості письменників, розробка питальників для збору діалектних слів, фольклорних та етнографічних матеріалів, чисельні пошукові експедиції і виїзди у села краю, підготовка, видання і перевидання підручника української мови для шкіл, який відіграв важливу роль у поступовому переході закарпатських українців з народної на українську літературну мову, видання праць «Українські говори Підкарпатської Руси і сумежних областей», «Матеріали до історії мови південнокарпатських українців», «Нарис історії українських закарпатських говорів. Частина перша. Фонетика», робота з 1921 р. над словником українських говорів Закарпаття (картотека словника нараховує близько 130 тис. карток), три сотні опублікованих статей і чимала кількість матеріалів, які залишилися в архіві дослідника — перелік здобутків Івана Панькевича. На початку свого перебування в Ужгороді він запланував виконати три завдання: 1) підготувати матеріали про фонетику, морфологію, синтаксис і фразеологію українських говорів Закарпаття; 2) працю з історії закарпатських українських говорів; 3) словник українських говорів Закарпаття. На основі зібраного з 300 сіл діалектного матеріалу вчений видав монографію «Українські говори Підкарпатської Руси і сумежних областей» (Прага, 1938), в якій подав вичерпний опис фонетичних і морфологічних явищ. До праці також додано зразки мови із 109 сіл (народні пісні, казки, оповіді, легенди, перекази, звичаї).
Монографія характеризується : 1) описом усієї фонетичної і словозмінної системи; 2) широким застосуванням порівняльно-історичного методу, із застосуванням прикладів із писемних пам'яток; 3) виразним лінгвогеографічним спрямуванням.
І.Панькевич склав 5 карт, які демонстрували межі поширення характерних фонетичних і морфонологічних рис, якими відрізняються виділені групи говірок (долішньо-марамороський, ужанський, шариський, лемківський, бойківський, гуцульський говори). Наукове значення має обґрунтування І.Панькевичем висновку, що ці групи належать до українського говіркового масиву. А лінгвогеографічні спостереження Панькевича і висновки вченого стали підґрунтям для майбутніх лінгвістичних атласів Й.Дзендзелівського, В.Латти, З.Ганудель.
Своєрідним підсумковим дослідженням І.Панькевича у галузі діалектології став «Нарис історії українських закарпатських говорів» (1958). У ній І. Панькевич уперше виділив етапи розвитку закарпатських говорів: 1) з ХІ до XIV ст.; 2) XIV—XVI ст.; 3) XVII—XX ст. Кожен період характеризується своєрідними фонетичними, морфологічними мовними особливостями, що підтверджуються писемними пам'ятками. Досліджуючи діалекти, І. Панькевич використав новітню технологію — фонографічні записи, і залишив нащадкам 27 платівок, які видав М. Мушинка у запису на диск: 98 пісень, 14 прозових творів, 11 записів гри на музичних інструментах.
З великих неопублікованих праць І. Панькевича слід відзначити його книгу «Закарпатоукраїнські колядки і щедрівки» та «Пандекти Антіоха 1307 р.» (аналіз цінної пам'ятки української культури). З інших його етнографічних праць варто відзначити такі, як «Із матеріальної культури Підкарпатської Русі. Сани на руськім Підкарпаттю». «Гуцульські страви», «Водяні млини на Підкарпатській Руси», «Дрітярі», «Ще раз о спиських дрітарях села Орябина», з літературо-знавчих — статті, присвячені творчості Тараса Шевченка, Івана Франка, Маркіяна Шашкевича, Олександра Духновича, Михайла Андрелли, Євменія Сабова, Юлія Яворського, з краєзнавчих -«Деякі уваги і предложеня до науки о ріднім краю»

## Публікації
- Пандекти Антіоха 1307 p. // Записки наукового товариства ім. Шевченка, 1917. — Т. 123—124. — С. 1—92.
- Про відношенє памятників староукраїнської мови до полудневославянських під лєксикальним оглядом // Записки Наукового товариства ім. Шевченка. — 1918. — Т. 126/127. — С. 141—160.
- Тишівська «Александрія» із початку XVIII ст. Текст і язикова аналіза. // Науковий збірник товариства «Просвіта». — Ужгород, 1922. — Т. 1. — С. 1—108.
- Граматика руського языка для молодших кляс шкôл середних и горожанських. — Мукачевъ: «Карпатія», 1922.
  - Граматика руського языка для молодших кляс шкôл середних и горожанських. — 1927.
  - Граматика руського языка для молодших кляс шкôл середних и горожанських. — Прага, 1936.
- Подкарпаторуський діалектологічний (областний) словар. // Підкарпатська Русь. — Ужгород, 1922. — №. 1. — С. 24—30.
- Ладомирівське учительне євангеліє. // Науковий збірник товариства «Просвіта». — Ужгород, 1923. — Т. 2. — С. 93–107.
- Інвентарі (протоколи) канонічних візитацій вороновського округа 1750-х років під оглядом язиковим. // Науковий збірник товариства «Просвіта». — Ужгород, 1924. — 3. — С. 240—260.
- Звичаї та повір'я різдв'яні у русинів на Підкарпаттю. // Підкарпатська Русь, 1929. — Т. 4. — № 1. — С. 20-24; — № 2. — С. 43—47.
- Михаїл Оросвегувський чи Михаїл Феодул? // Науковий збірник товариства «Просвіта». — Ужгород, 1925. — Т. 4. — С. 5—16.
- «О пути Ерусалимской…Даниила архимандрита монастыря Корсунского» в списку к. XVIII ст. // Науковий збірник товариства «Просвіта». — Ужгород, 1925. — Т. 4. — С.
- Пістралівський рукопис «Александрії» з 1774 р. // Науковий збірник товариства «Просвіта». — Ужгород, 1925. — Т. 4. — С.
- Славеноруська граматика Арсенія Коцака 2 п. XVIII ст. // Науковий збірник товариства «Просвіта». — Ужгород, 1927. — Т. 5. — С. 232—259.
- Підкарпаторуська записка студентських віршів із 1751 р. // Підкарпатська Русь, 1928. — Т. 5. — № 3. — С. 42—43.
- Кілька уваг до вияснення прізвища боярина і перемиського воєводи Дмитра Детька. // Ювілейний збірник на пошану академіку М. С. Грушевському з нагоди його 60-річчя. — К.: ВУАН, 1928. — Т. 2. — 687—688.
- Покрайні записи на підкарпатських церковних книгах, ч. 1. // Науковий збірник товариства «Просвіта». — Ужгород, 1929. — Т. 6. — С. 129—196.
- Кілька нових дат до життєпису Михайла Феодула Оросвиговського-Андрелли. // Підкарпатська Русь. — Ужгород, 1931. — Т. 8. — № 7. — С. 162—164.
- Гуцульскі страви. // Підкарпатська Русь, 1932. — Т. 9. — № 4-6. — С. 87-89.
- Діалектичний пôдкарпаторуський словар. // Підкарпатська Русь, 1933. — Т. 10. — № 2. — С. 56—60.
- Говір сіл Ріки Руської був. Марамороша в Румунії. // Науковий збірник товариства «Просвіта». — Ужгород, 1934. — Т. 10. — С. 185—216.
- Записи на підкарпатських церковних книгах. // Науковий збірник товариства «Просвіта». — Ужгород, 1937. — Т. 12. — С. 11—97.
- Новознайдені старинні свіцькі пісні в підкарпатському пісеннику Й.Сабова. // Підкарпатська Русь. — Ужгород, 1934. — № 11. — С. 47-62.
- Відношення південно-карпатських говорів української мови до всіх инших українських говорів, і передовсім до північно-карпатських. // Записки наукового товариства ім. Шевченка. — Львів: Друк-ня НТШ, 1937. — Т. 155. — С. 173—189.
- Покрайні записи на південнокарпатських церковних книгах, ч. 2. // Науковий збірник товариства «Просвіта». — Ужгород, 1937. — Т. 12. — С. 1-36.
- Етимологічний правопис на Підкарпатті: історичний нарис. // «Рідна Мова». Науково-популярний місячник: часопис. — Варшава, 1937. — Чис. 1 (49). — Ствб. 7—14.
- Взірці літературної мови й правопису Підкарпаття. // «Рідна Мова». Науково-популярний місячник: часопис. — Варшава, 1937. — Чис. 4 (52). — Ствб. 183—186.
- Звідки назва «Січ»? // «Рідна Мова». Науково-популярний місячник: часопис. — Варшава, 1938. — Чис. 2 (62). — Ствб. 83—86.
- Тмуторокань. Рідномовні замітки. // «Рідна Мова». Науково-популярний місячник: часопис. — Варшава, 1938. — Чис. 5 (65). — Ствб. 235—238.
- Лемківсько-бойківське пограниччя в Чехословаччині. // Літопис Бойківщини. — Самбір, 1938. — Т. 10. — С.
- Др. Василь Гаджега і перші початки організації наукового руху на Підкарпатській Русі. // Науковий збірник товариства «Просвіта». — Ужгород, 1938. — Т. 13—14. — С.
- Українські говори Підкарпатської Руси і сумежних областей: З приложенням 5 діялектологічних мап: Частина І. Звучня і морфологія. — V Praze: Nákladem Sboru pro výzkum Slovenska a Podkarpatské Rusi V. komisi nakladatelství «Orbis», 1938. — XXXIII, 546, 3 с., карти. — (Bibliothéque de la commission pour l'étude de la slovaquie et de la russie subcarpathique prés l'institut slave de Prague. № 9).
- Літературний бідермайєр в галицько-українському письменстві. // Праці Українського історично-філологічного товариства в Празі, 1941. — Т. 3. — С. 109—114.
- Фольварочна грамота Алексія Мироловича 1607 р. як пам'ятка українського лемківського говору на Спиші. // Linguistica Slovaca, 1946—1948. — № 4-6.
- Покрайні записи на закарпатсько-українських церковних книгах з додатком 4 монастирських грамот. Збірка закарпатсько-українських народних приповідок Івана Югасевича з р. 1809. — Praga: Stat. tiskarna, 1947. — 69 с.
- Пісня про Штефана-воєводу як пам'ятка лемківського шариського говору. // Linguistica Slovaca. — Bratislava, 1948. — T. 4—6. — S. 354—367.
- Словник українських південнокарпатських говорів: Питальник. // Дружно вперед. — Пряшів, 1951. — № 2, 3; 1952. — № 1, 2, 3, 8.
- Короткі правила українського правопису для вжитку Пряшівщини, 1952.
- Дві лемківські грамоти з початку XVI ст. // Slavia. — Praha, 1954. — T. XXIII. — S. 23-46.
- Мукачевские пергаментные отрывки: из наследия проф. д-ра Александра Колессы. — Прага, 1954. — С. 32—172.
- Українсько-болгарські мовні зв'язки в Семигороді. // Slavia. — Praha, 1955. — T. XXIV. — S. 2—3.
- Prešovskí ukrajinci a Ukrajina v minulosti. // Věčna družba: sbornik prací k trístému výročí opetného sjednocení Ukrajiny s Ruskem. — Praha: Svět Sovětů, 1955. — S. 237—250.
- Dalši náleži ukrajinských pisni a veršu na Východnim Slovensku. // Narodopisný věstnik československy, 1956. — T. 33. — № 3—4. — S.
- Закарпатський діалектичний варіант української літературної мови XVII—XVIII ст., 1958
- Нарис історії українських закарпатських говорів. Ч.1, Фонетика. // Universita Karlova ve státním pedagogickém nakladatelství. — Praha, 1958. — 131 s.
- До питання ґенези українських лемківських говорів. // Славянская филология: сб. статей, посвященный IV Международному съезду славистов. — М.: Издательство АН СССР, 1958. — Ч. ІІ. — С. 164—197.
  - До питання генези українських лемківських говорів // Славянская филология. — М., 1985. — С. 164—199.
- Матеріали до історії мови південнокарпатських українців. // Науковий збірник музею української культури у Свиднику. — Пряшів, 1970. — № 4. — Кн. 2. — 223 с.
- Культурно-історичне значення покрайніх записів. // Науковий збірник музею української культури у Свиднику. — Пряшів, 1970. — № 4. — Кн. 2. — 223 с.